# Barra Funda (distrito de São Paulo)
Barra Funda es un distrito ubicado en la zona oeste de la ciudad de Sao Paulo,
Brasil. Administrativamente, junto con los distritos de Lapa, Perdizes, Vila Leopoldina, Jaguaré y Jaguara, pertenece a la subprefectura de Lapa. Es un distrito de clase media y pequeñas oficinas. 

## Historia

### Origen
Alrededor de 1850, el área de la actual Barra Funda formaba parte de la antigua Fazenda Iguape, propiedad de Antônio da Silva Prado, el Barón de Iguape. Esta finca, tras ser dividida en lotes, dio lugar a varias fincas, entre ellas la Chácara do Carvalho, que perteneció a Antônio Prado.

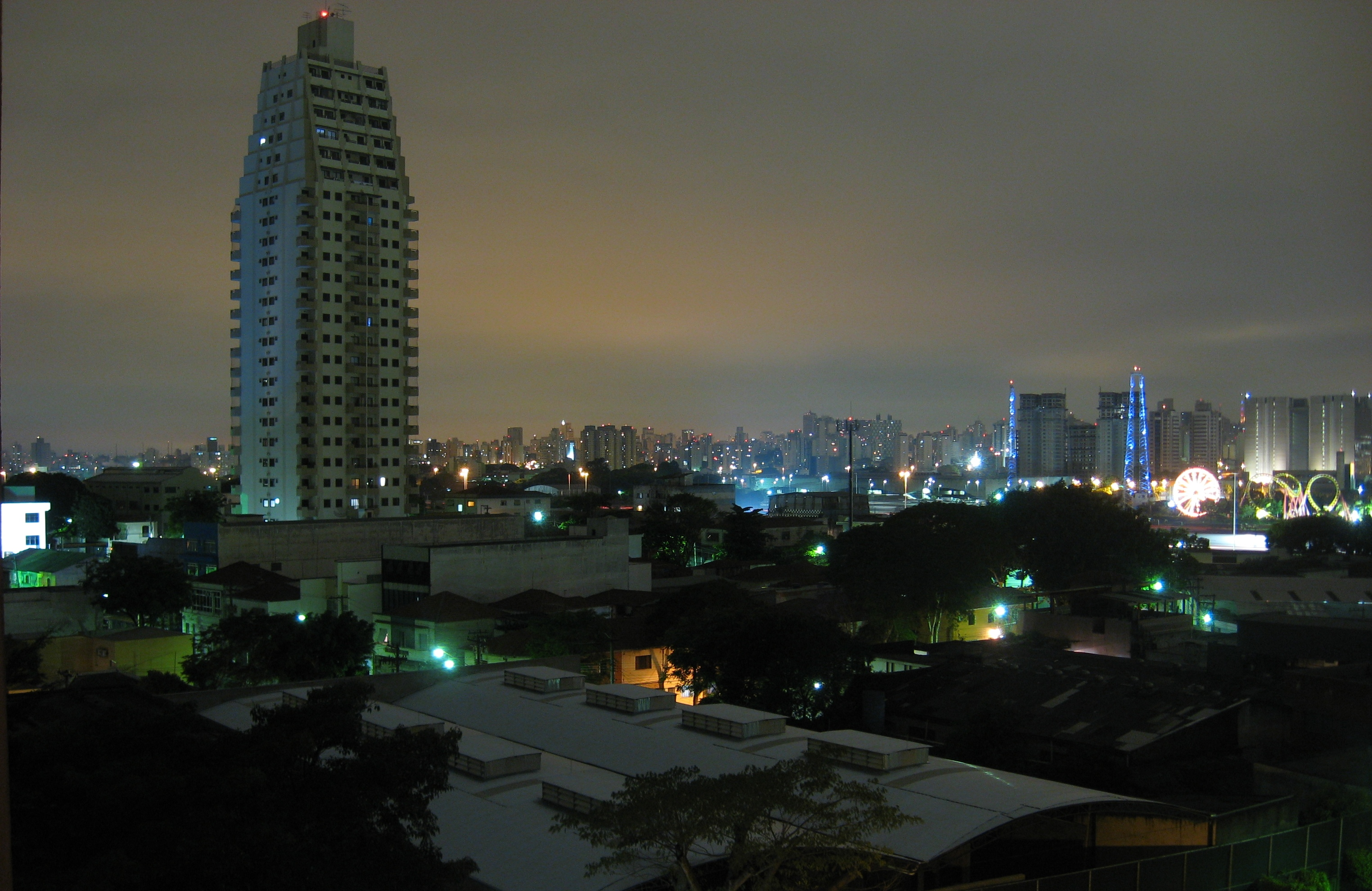
Vista del barrio Casa Verde y, en el horizonte, Barra Funda

La importancia de la familia y la grandeza de estas tierras pueden expresarse en el hecho de que el concejal Prado contrató a Luigi Pucci, responsable del diseño del Museo de Ipiranga, para diseñar el caserío. Años más tarde, la granja también fue adjudicada y su casa principal fue adquirida por el Instituto de Educación Bonni Consilii que todavía se encuentra allí.
Las otras áreas adjudicadas dieron origen al barrio de Barra Funda y a parte de los actuales barrios de Casa Verde y Freguesia do Ó.
Poco después de la subdivisión del área, los primeros en establecerse en la región fueron inmigrantes italianos. Trabajaban en aserraderos y talleres mecánicos, principalmente para atender a la población del elitista distrito vecino de Campos Elísios. Muchos trabajaron también en el ferrocarril que se inauguraría a finales de siglo.

### Desarrollo
El mayor desarrollo de la región vino después de la inauguración de la estación Barra Funda de la Estrada de Ferro Sorocabana, en 1875, que sirvió como salida para la producción cafetera paulista y también como depósito de los productos que eran transportados desde el puerto de Santos hacia el interior.

Avenida Água Branca, actual avenida Francisco Matarazzo, años 1920 (Archivo Nacional).

Esto estimuló el crecimiento demográfico y la ocupación de la región y sus alrededores, que se intensificó con la creación, en 1892, de la São Paulo Railway, inaugurada junto a la carretera de Sorocabana, precisamente donde hoy se encuentra el viaducto de la Avenida Pacaembu.
El crecimiento demográfico de la región propiciado por el ferrocarril hizo que, a partir de 1920, pasara a transportar no sólo mercancías, sino también pasajeros. A partir del siglo XX, la población negra empezó a poblar la zona, cambiando el carácter esencialmente italiano de Barra Funda.
El primer tranvía eléctrico de São Paulo fue lanzado el 7 de mayo de 1902, uniendo Barra Funda al Largo São Bento. En este trayecto, pasaba por las calles Barra Funda y Brigadeiro Galvão, hasta su punto final en la calle Anhanguera.

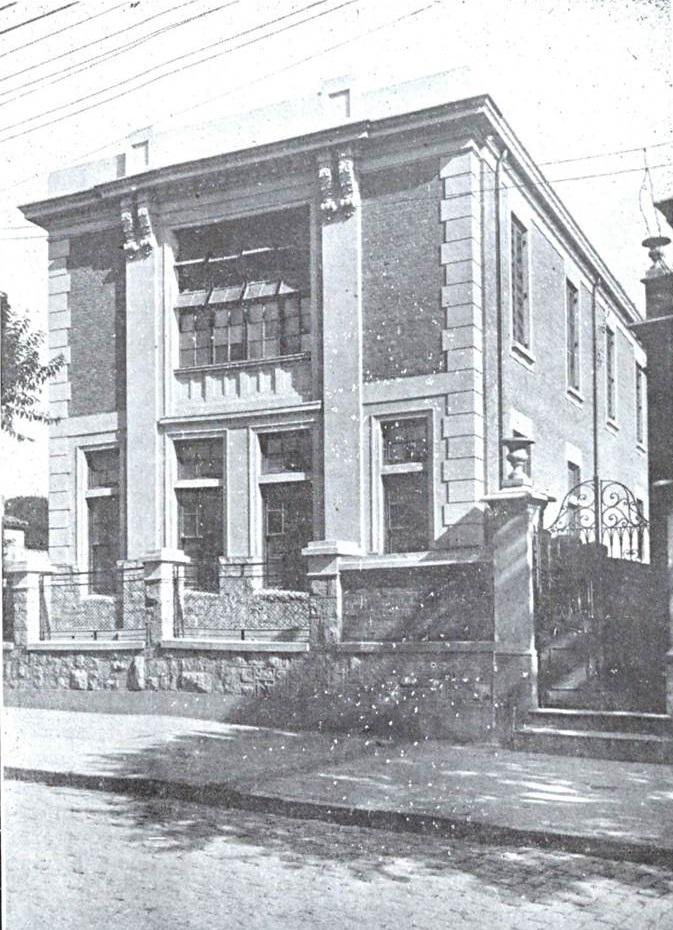
Edificio de la primera central telefónica automática (1928).

También en Barra Funda, en la Rua Brigadeiro Galvão, fue inaugurada la primera central telefónica automática de la ciudad de São Paulo por la Companhia Telefônica Brasileira (CTB) el 14 de julio de 1928. Este edificio se conserva en la actualidad.
Este desarrollo comercial del barrio, combinado con la facilidad de transporte y su proximidad a los barrios de élite de Higienópolis y Campos Elísios, llevó a parte de la élite industrial y cafetera de São Paulo a instalarse en esta zona entre la línea de ferrocarril y las orillas del río Tietê. Otro factor que contribuyó al desarrollo de Barra Funda fue su proximidad al Parque Industrial de las Industrias Reunidas Fábrica Matarazzo, instalado en el vecino barrio de Água Branca en 1920. Indústrias Matarazzo empleaba a gran parte de la población de la región, así como de gran parte de la ciudad, y fue la base de lo que se conoce como el "Imperio Matarazzo", que se fue debilitando hasta extinguirse en la década de 1980.
El desarrollo de la región se vio duramente afectado por la Gran Depresión, que provocó el cierre de industrias y el desplazamiento de la élite de la región, que abandonó sus mansiones (algunas de las cuales se convirtieron más tarde en inquilinatos). Lo que quedó fue básicamente una industria artesanal con talleres, ebanisterías, aserraderos o pequeñas industrias alimentarias y textiles.

### Cultura

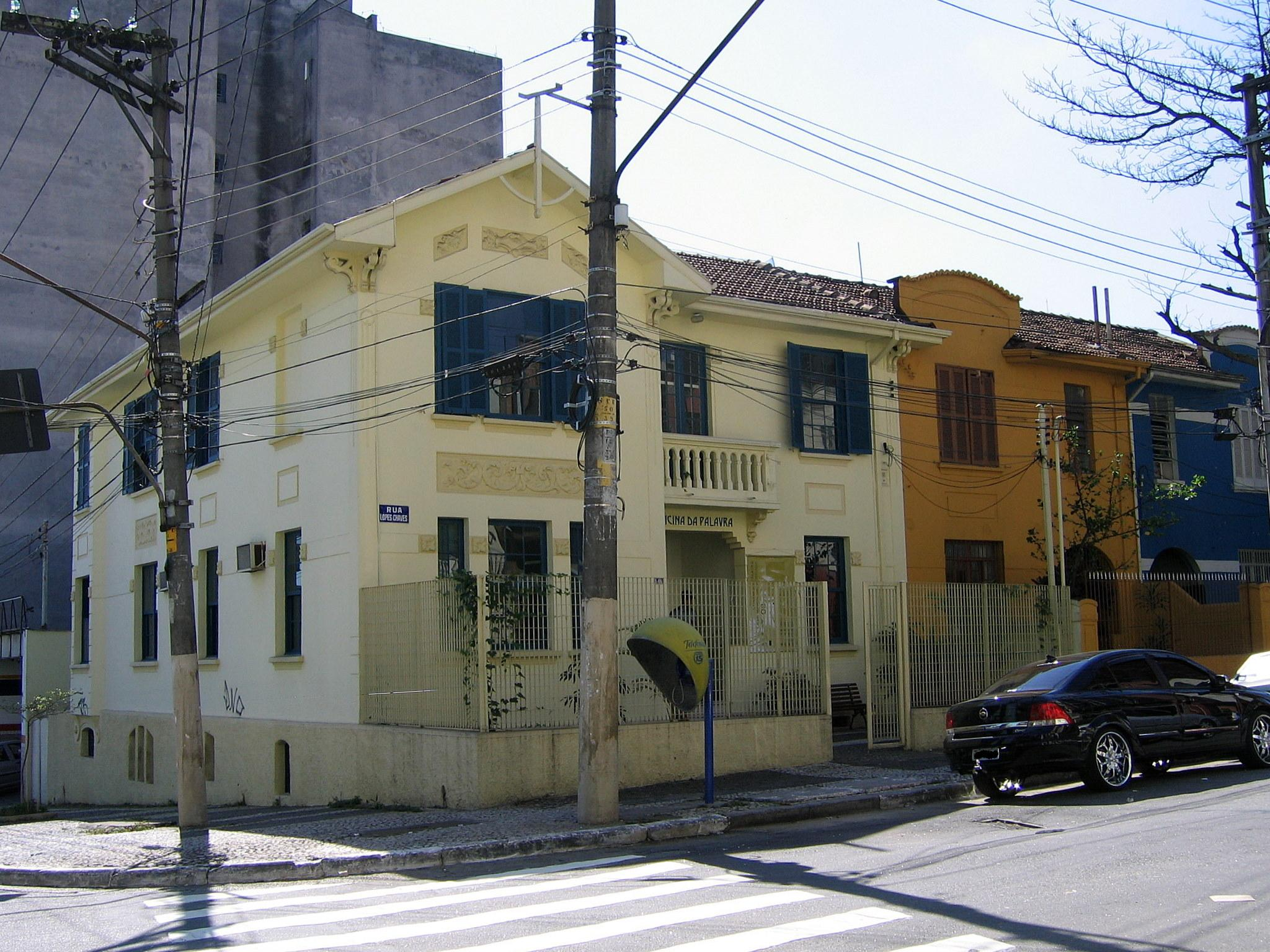
Antigua residencia del escritor Mário de Andrade.

A pesar de las aparentes dificultades, fue en esta época que Barra Funda vivió un período de gran manifestación cultural. El barrio expuso al país a grandes paulistanos como Mário de Andrade, que nació y vivió en el barrio, que aún conserva su antigua vivienda. 
.

El Estadio Palestra Itália estaba situado en Água Branca

En 1917, se inauguró el Teatro São Pedro. Tres años más tarde, el Palestra Itália compró un terreno en el que se construyó el Estádio Palestra Itália, perteneciente al club que en 1942 cambió su nombre por el de Sociedade Esportiva Palmeiras. En 2014, se inauguró el nuevo estadio del club, el Allianz Parque, en el mismo lugar que antes ocupaba el antiguo estadio.
Barra Funda también fue escenario de la creación del grupo carnavalesco más antiguo de la ciudad: el Grupo Carnavalesco Barra Funda. El grupo fue perseguido bajo la presión del presidente Getúlio Vargas, que confundió a la asociación por vestir camisetas verdes y pantalones blancos, los mismos colores que la Acción Integralista de Plinio Salgado. Finalmente, cambió su nombre en 1953 por el de Camisa Verde e Branco, convirtiéndose en escuela de samba en 1972, ganando nueve veces el carnaval de São Paulo y manteniendo su sede en el barrio.
En 1973 se inauguró el Playcenter, el mayor parque de atracciones de la ciudad, que fue cerrado en 2012.

El Memorial da América Latina, construido por Oscar Niemeyer.

En 1989 finalizó la construcción del Memorial da América Latina, un gran centro cultural inaugurado en el antiguo Largo da Banana y diseñado por el arquitecto Oscar Niemeyer. 

### Revitalización
A partir de la década de 1970, comenzó la emigración del nordeste hacia la región y la actividad industrial, hasta entonces uno de los grandes puntos fuertes de Barra Funda, decayó sensiblemente. Esta situación sólo empezó a cambiar a finales de la década siguiente con la construcción de la Terminal Intermodal de Barra Funda, una de las mayores del país y de importancia similar a la Terminal de Tietê, ya que reunía todos los tipos de transporte público existentes en la capital paulista: Metrô (con la inauguración de la estación terminal de la Línea 3 - Barra Funda), trenes de las antiguas líneas Sorocabana y Santos-Jundiaí, así como autobuses para trayectos municipales, interurbanos e internacionales.
Estas obras trajeron un nuevo desarrollo a la zona, con la revitalización de antiguos edificios, nuevos establecimientos comerciales e incluso la instalación de los estudios de televisión Rede Record en 1995. Anteriormente estaban ocupados por la desaparecida TV Jovem Pan. En este barrio también se encuentran los Juzgados de lo Penal de Rui Barbosa y Mário Guimarães, así como la nueva sede de la Federación Paulista de Fútbol. La FPF estaba situada en la Av. Brigadeiro Luiz Antônio, en el centro de la capital.
En 2006, el entonces gobernador Cláudio Lembo autorizó el cambio de nombre de la estación de metro "Barra Funda" por el de Palmeiras-Barra Funda, tras varias peticiones de los aficionados, siguiendo la línea de la antigua Corinthians-Itaquera, Portuguesa-Tietê, Santos-Imigrantes y la estación de la línea 4 del metro de São Paulo, São Paulo-Morumbi.

## Distritos limítrofes
- Casa Verde, Limão y Freguesia do Ó (norte)
- Lapa (oeste)
- Santa Cecília y Bom Retiro (este)
- Perdizes (sur)